# ウォーデン・フラッド (1735-1797)
ウォーデン・フラッド（英語: Warden Flood、1735年 – 1797年3月）は、アイルランド王国の政治家。1769年から1797年までアイルランド庶民院議員を務めた。

## 生涯
フランシス・フラッド（Francis Flood、ジョン・フラッドの三男）と妻フランシス（Frances、旧姓ハットン（Hatton）、ヘンリー・ハットンの娘）の長男として、1735年に生まれた。
1769年から1776年までロングフォード・バラ選挙区の代表として、1776年から1783年までカリスフォート選挙区の代表として、1783年から1790年までバルティングラス選挙区の代表として、1790年から1797年までタグモン選挙区の代表としてアイルランド庶民院議員を務めた。
議員在任中に法案を4度提出したが、いずれも正式な法律にならなかった。
1797年3月に自宅で死去した。

## 家族
1761年8月21日、アン・ドノヴァン（Anne Donovan、モーガン・ドノヴァンの娘）と結婚、4男1女をもうけた。
- ウォーデン（1797年以前没） - 生涯未婚、父に先立って死去[2]
- フランシス - 陸軍大尉、生涯未婚[2]
- ヘンリー（1769年 – 1840年11月） - 1815年9月2日、アンナ・マリア・レノン（Anna Maria Lennon、ヘンリー・レノンの娘）と結婚、子供あり[2]
- オドノヴァン（O'Donovan） - 陸軍軍人、フランス革命戦争に参戦。1800年12月、アンヌ・ヴィニョー（Anne Vignau）と結婚、子供あり[2]
- マリアン（Marianne） - ステュアート・ハミルトン（Stuart Hamilton）と結婚[2]